# Śliwiec pierzasty
Śliwiec pierzasty, rozpestlin (Spondias pinnata) — gatunek drzewa z rodziny nanerczowatych. Występuje w Chinach, Indiach, na Półwyspie Malajskim, w Indonezji (Jawa).

## Morfologia
PokrójDrzewo dorastające do 25 m wysokości.
LiścieDuże, nieparzystopierzaste o 9 lub więcej listkach jajowatoeliptycznych, całobrzegich.
KwiatyDrobne, zebrane w wiechy. Kielich kwiatowy 5-dzielny, korona biaława, pięciopłatkowa.
OwocPestkowiec do 5 cm długości, żółtawozielony.

## Zastosowanie
Owoce są jadalne. Z drzewa pozyskuje się żywicę amara.